# (3009) Coventry
(3009) Coventry est un astéroïde de la ceinture principale.

## Description
(3009) Coventry est un astéroïde de la ceinture principale. Il fut découvert le 22 septembre 1973 à Naoutchnyï par Nikolaï Tchernykh. Il présente une orbite caractérisée par un demi-grand axe de 2,20 UA, une excentricité de 0,21 et une inclinaison de 4,6° par rapport à l'écliptique.

## Nom
(3009) Coventry a été nommé d'après la ville anglaise de Coventry. En effet, la citation de nommage mentionne :

« Nommé d'après la ville d'Angleterre, ville jumelée à Volgograd. »

— Minor Planet Circular 9770

## Compléments